# Anna Puigjaner

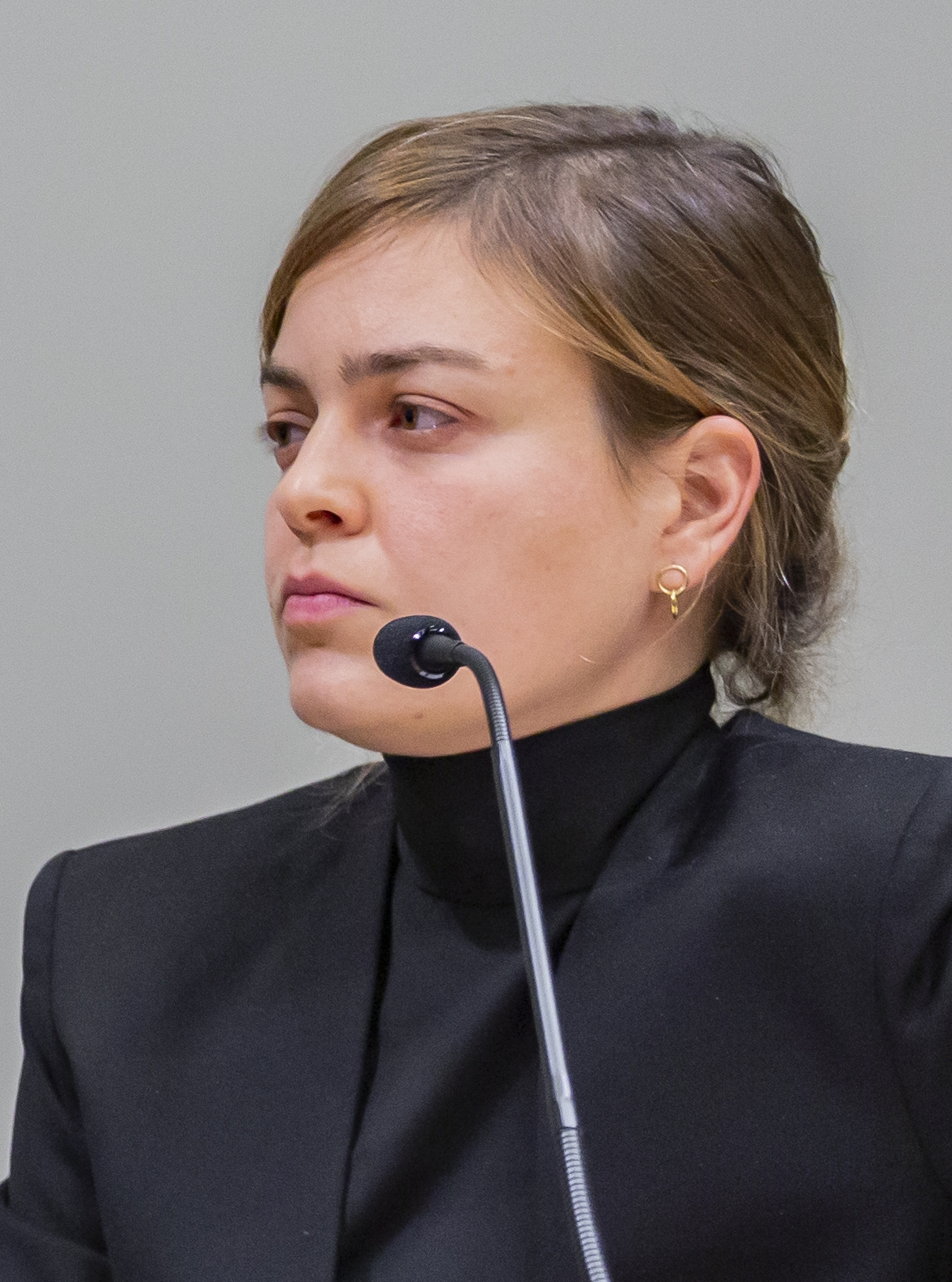
Anna Puigjaner (2019)

Anna Puigjaner (* 1980) ist eine spanische Architektin und Professorin an der ETH Zürich.

## Leben
Anna Puigjaner studierte Architektur an der Universitat Politècnica de Catalunya in Barcelona und promovierte dort im Jahr 2014. In den Jahren 2011 und 2013 war Puigjaner Gastdozentin an der Columbia University an der Graduate School of Architecture, Planning and Preservation. Sie war dort bis zu ihrer Berufung an die ETH Zürich Associate Professor für Professional Practice. Zuvor hat sie am Royal College of Art in London und an der Barcelona School of Architecture unterrichtet. Sie ist Mitbegründerin von MAIO, einem seit 2012 tätigen Architekturbüro in Barcelona. Dort arbeitet sie ebenfalls an neuen Modellen des kollektiven Wohnens. Sie war außerdem Redaktorin beim Magazins Quaderns d’Arquitectura i Urbanisme.
Im Mai 2022 wurde sie zur ordentlichen Professorin für Architektur und Care am Departement Architektur berufen.
In ihrer Doktorarbeit analysierte sie individualisierte Formen der Häuslichkeit und schlägt Modelle für kollektives Wohnen vor. Puigjaner befasst sich sowohl mit historischer Forschung als auch mit weltweiter Feldforschung und erkundet dabei neue Wege des Zusammenlebens in einer umfassenden und inklusiven Weise.

## Ehrungen und Auszeichnungen
- 2016 Harvard GSD’s Wheelwright Prize[2]
- Nomination als Finalistin der Rolex Mentor and Protégé Initiative[2]

## Publikationen (Auswahl)
- Ciudad sin cocina. El Waldorf Astoria, apartamentos con servicios domésticos colectivos en Nueva York, 1871–1929. Dissertation Universitat Politècnica de Catalunya, 2014. https://upcommons.upc.edu/handle/2117/95471
- The Quantified Home. Baden, Lars Müller Publishers, 2014.
- Together! The New Architecture of the Collective. Berlin, Ruby Press, 2017.